# Cobanocytheridae
Cobanocytheridae är en familj av kräftdjur. Cobanocytheridae ingår i överfamiljen Cytheroidea, ordningen Podocopida, klassen musselkräftor, fylumet leddjur och riket djur. Enligt Catalogue of Life omfattar familjen Cobanocytheridae 2 arter. 
Kladogram enligt Catalogue of Life:
| Cobanocytheridae | \| \| Cobanocythere \| \| \| \| \| \| Paracobanocythere \| \| \| \| |
|                  | \| \| Cobanocythere \| \| \| \| \| \| Paracobanocythere \| \| \| \| |
|                  | Bythocytheridae                                                     |
|                  |                                                                     |
|                  | Cushmanideidae                                                      |
|                  |                                                                     |
|                  | Cytherettidae                                                       |
|                  |                                                                     |
|                  | Cytheridae                                                          |
|                  |                                                                     |
|                  | Cytherideidae                                                       |
|                  |                                                                     |
|                  | Cytheromatidae                                                      |
|                  |                                                                     |
|                  | Cytheruridae                                                        |
|                  |                                                                     |
|                  | Entocytheridae                                                      |
|                  |                                                                     |
|                  | Eucytheridae                                                        |
|                  |                                                                     |
|                  | Hemicytheridae                                                      |
|                  |                                                                     |
|                  | Krithidae                                                           |
|                  |                                                                     |
|                  | Leptocytheridae                                                     |
|                  |                                                                     |
|                  | Limnocytheridae                                                     |
|                  |                                                                     |
|                  | Loxoconchidae                                                       |
|                  |                                                                     |
|                  | Microcytheridae                                                     |
|                  |                                                                     |
|                  | Neocytherideidae                                                    |
|                  |                                                                     |
|                  | Paracytherideidae                                                   |
|                  |                                                                     |
|                  | Paradoxostomatidae                                                  |
|                  |                                                                     |
|                  | Parvocytheridae                                                     |
|                  |                                                                     |
|                  | Pectocytheridae                                                     |
|                  |                                                                     |
|                  | Psammocytheridae                                                    |
|                  |                                                                     |
|                  | Schizocytheridae                                                    |
|                  |                                                                     |
|                  | Trachyleberididae                                                   |
|                  |                                                                     |
|                  | Xestoleberididae                                                    |
|                  |                                                                     |
|                  | Cobanocythere                                                       |
|                  |                                                                     |
|                  | Paracobanocythere                                                   |
|                  |                                                                     |

|  | Cobanocythere     |
|  |                   |
|  | Paracobanocythere |
|  |                   |